# TBC1D26
TBC1D26 (англ. TBC1 domain family member 26) – білок, який кодується однойменним геном, розташованим у людей на 17-й хромосомі. Довжина поліпептидного ланцюга білка становить 250 амінокислот, а молекулярна маса — 28 839.
| 10         |  | 20         |  | 30         |  | 40         |  | 50         |
| ---------- |  | ---------- |  | ---------- |  | ---------- |  | ---------- |
| MEMDGDPYNL |  | PAQGQGNIII |  | TKYEQGHRAG |  | AAVDLGHEQV |  | DVRKYTNNLG |
| IVHEMELPHV |  | SALEVKQRRK |  | ESKRTNKWQK |  | MLADWTKYRS |  | TKKLSQRVYK |
| VIPLAVRGRA |  | WSLLLDIDRI |  | KSQNPGKYKV |  | MKEKGKRSSR |  | IIHCIQLDVS |
| HTLQKHMMFI |  | QRFGVKQQEL |  | CDILVAYSAY |  | NPEVGYHRDL |  | SRITAILLLC |
| LPEEDAFWAL |  | TQLLAGERHS |  | LWYSTAQILP |  | GSRGSYRTRS |  | RCCTSPSQRS |
|            |  |            |  |            |  |            |  |            |

A: Аланін

C: Цистеїн

D: Аспарагінова кислота

E: Глутамінова кислота

F: Фенілаланін

G: Гліцин

H: Гістидин

I: Ізолейцин

K: Лізин

L: Лейцин

M: Метіонін

N: Аспарагін

P: Пролін

Q: Глутамін

R: Аргінін

S: Серин

T: Треонін

V: Валін

W: Триптофан

Кодований геном білок за функцією належить до активаторів гтфаз. 
Задіяний у такому біологічному процесі, як альтернативний сплайсинг. 